# 鳞皮云杉
鳞皮云杉（学名：Picea retroflexa）为松科云杉属的植物，为中国的特有植物。分布在中国大陆的四川、青海等地，生长于海拔3,000米至3,800米的地区，多生在山地和针叶树阔叶树混交林，目前尚未由人工引种栽培。

## 别名
箭炉云杉（中国树木分类学），密毛杉（中国祼子植物志）